# Vlkas
Vlkas este o comună slovacă, aflată în districtul Nové Zámky din regiunea Nitra. Localitatea se află la altitudinea de 150 m deasupra n.m., se întinde pe o suprafață de 6,7 km2 și în 2017 număra 332 de locuitori.

## Istoric
Localitatea Vlkas este atestată documentar din 1231.

## Demografie
| An:                | 1994 | 2004    | 2014   | 2024   |
| ------------------ | ---- | ------- | ------ | ------ |
| Număr de persoane: | 380  | 307     | 334    | 303    |
| Diferență:         |      | −19,21% | +8,79% | −9,28% |

| An:                | 2023 | 2024   |
| ------------------ | ---- | ------ |
| Număr de persoane: | 316  | 303    |
| Diferență:         |      | −4,11% |